# دولت أباد (سفلى أردستان)
دولت أباد (بالفارسية: دولت‌آباد) هي منطقة سكنية تقع في إيران في أصفهان.